# Sela (gmina Podčetrtek)
Sela – wieś w Słowenii, w gminie Podčetrtek. W 2018 roku liczyła 113 mieszkańców.